# Zbiornik wodny Kružberk
Zbiornik wodny Kružberk (czes. Vodní nádrž Kružberk) – zapora wodna na Morawicy w Czechach (kraj morawsko-śląski), zlokalizowana na północ od miasta Budišov nad Budišovkou.

## Historia

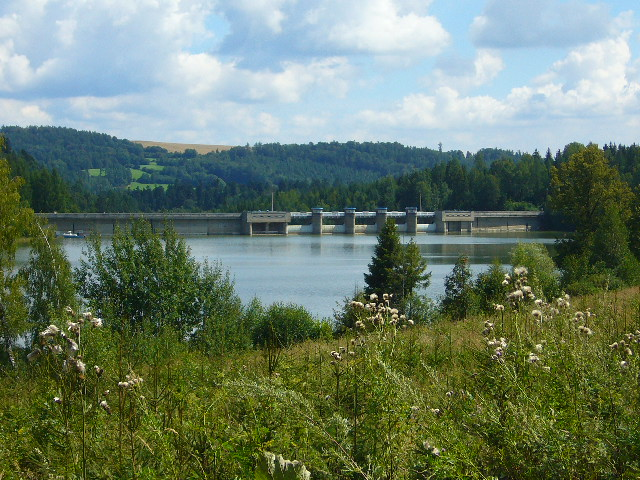
Akwen i korona zapory

Pierwsze pomysły na wzniesienie zapory w górnej zlewni Odry sięgają początku XX wieku. Brak wody pitnej w Morawskiej Ostrawie w 1903 zrodził myśli o budowie zapór na rzece Olešná koło Místku, a później na Ostrawicy w Šance. Wielkie zniszczenia wyrządzone przez powodzie w 1902 i 1903 doprowadziły do przyspieszenia planowania w tym zakresie. Austriacko-pruski program budowy zapór z 1911 wymienia pierwsze lokalizacje dla możliwych zapór: Kružberk na Morawicy, Spálov na Odrze, Morávka na Morawce i Šance na Morawicy.
Pierwszy projekt zapory Kružberk nie został zrealizowany, ponieważ pierwszeństwo miały zbiorniki wodne Pastviny i Vranov. Drugi projekt (1932) stworzył Karel Pick i Niemiec sudecki Kappel. Również on nie został zrealizowany. Ostatecznie zaporę, która była bardzo potrzebna dla przemysłu ciężkiego Ostrawy, zrealizowano w latach 1949-1955, w trudnych warunkach powojennych, przy braku podstawowych narzędzi i materiałów, a także energii i wykwalifikowanych pracowników. Głównym projektantem był Jan Čermák (pomagał mu Niemiec, Kappel, który dzięki temu uniknął wysiedlenia). Część władz ministerialnych próbowało w tych warunkach wstrzymać budowę zapory, ale rząd się na to nie zdecydował z powodu zagrożeń dla ciągłości działania przemysłu ostrawskiego.
Budowa ostrawskich osiedli mieszkaniowych od 1951 zmieniła przeznaczenie zapory. Stała się ona źródłem wody pitnej. Woda z topniejącego śniegu w Jesionikach w 1952 zagroziła zarówno zaporze, jak i dolinie poniżej. W 1953 pierwotnie planowany rurociąg łączący zaporę z oczyszczalnią ścieków w miejscowości Vítkov-Podhradí został zmieniony na galerię ciśnieniową. Niedokończona zapora służyła w suchych latach 1953 i 1954 do zatrzymywania wody i poprawy przepływu wód w Morawicy poniżej zapory. Ostatecznie zaporę ukończono w 1955, a od 1957 po raz pierwszy została użyta do stałego utrzymania wód.
Z umieszczonej na ścianie korony zapory tablicy pamiątkowej z brązu można odczytać następujące dane dotyczące uczestników budowy i jej operatora: projektant - Hydroprojekt Brno, dostawca materiałów - Ingstav Brno, inwestor - VRIS Ostrawa. O trudnych warunkach budowy świadczą nazwiska zmarłych robotników, umieszczone na tablicy pamiątkowej znajdującej się na ścianie skalnej po prawej stronie drogi prowadzącej ze Svatoňovic (František Jandera, Štěpán Adámek i František Zima).

## Dane techniczne
Dane techniczne:
- powierzchnia zlewni zbiornika: 567 km²,
- długość tamy w koronie: 280 metrów,
- maksymalna wysokość zapory: 34,5 metry,
- całkowita objętość zbiornika: 35,5 mln m³, w tym pojemność magazynowa: 24,6 mln m³,
- objętość retencji: 6,9 mln m³,
- stała objętość: 4,0 mln m³,
- długość: 9,0 km,
- szerokość: 0,5 km,
- powierzchnia zalana: 280 ha,
- gwarantowany wypływ: 1,5 m³/s[1].

## Charakterystyka zapór i otoczenia
Betonowa tama grawitacyjna jest posadowiona w podłożu skalnym utworzonym z łupków kulmskich, gruzu i zlepieńców i ma objętość 92.700 m³. Bezpieczną eksploatację zapory zapewnia aparatura do monitorowania odkształceń i ruchów bloków zapory, sprawności studni odwadniających, infiltracji przejść w zaporze i innych parametrów. Zapora posiada dwie rury odpływowe z podwójnymi zamknięciami (o przepustowości 2 x 49,4 m³/s) oraz pięć krytych bloków przelewowych (o przepustowości do 530 m³/s). W 1991, w maszynowni zapory na wylocie zainstalowano dwie turbiny Bánki o łącznej mocy 0,4 MW, które w 2003 zastąpiono pojedynczą turbiną Francisa o mocy 0,4 MW. 
Woda surowa z zapory jest odprowadzana do stacji uzdatniania wody pitnej w Witkowie wykopanej w 1960. Rurociąg ma długość 6,732 km. W latach 1972–1994 maksymalny pobór wody z zapory osiągnął 1,7 m³/s, co było wartością graniczną dla możliwości tego zbiornika. W tym czasie dwie susze (1983-1984 i 1992) spowodowały zmniejszenie ilości wody w zbiorniku do 25 i 44% objętości oraz zaprzestanie odpływu do Morawicy poniżej zapory w pierwszym okresie. To negatywne doświadczenie przyspieszyło budowę drugiej tamy na Morawicy (Slezská Harta, 1987-1997).
Częścią założenia jest zapora przelewowa o wysokości 19 metrów, ustawiona na prawym dopływie Morawicy - Lobníku w celu wychwytywania osadów. Zbiornik tworzony przez tę zaporę nazywa się Lobník.

## Rekreacja
Na prawym brzegu poniżej zapory funkcjonuje mały ośrodek rybacki. Wędkarstwo sportowe jest możliwe tylko na bocznym zbiorniku wodnym Lobník, a miejscowa Grupa "Vítkov" Czeskiego Związku Rybackiego wydaje specjalne zezwolenia na wędkowanie. 
Zapora jest obsługiwana przez państwowe przedsiębiorstwo Povodí Odry, które w weekendy w okresie Światowego Dnia Wody organizuje dla zainteresowanych tą zaporą dzień otwarty i od czasu do czasu oferuje sprzedaż żywych ryb podczas połowów pod zaporą. Przy wystarczającej ilości wody odbywają się tu imprezy wioślarskie.

## Kultura
Zaporę spopularyzował scenarzysta Jaroslav Dietl w serialu telewizyjnym Velké sedlo, nakręconym w 1985 w reżyserii Františka Mudry.